# Roman Sitkowski
Roman Sitkowski ps. „Wiktor” (ur. 29 lipca 1915 w Kozienicach, zm. 13 października 2007 w Londynie) – polski wojskowy, pułkownik AK, działacz środowisk kombatanckich.
Uczestnik polskiej wojny obronnej września 1939 r., a w okresie poprzedzającym powstanie warszawskie organizator podziemia wojskowego. Podczas powstania w stopniu podporucznika dowodził plutonem 686 „Grochów” batalionu „Ryś”. Został ranny 27 sierpnia 1944 r., przy ul. Podchorążych w Warszawie. Po przeprawie przez Wisłę, pełnił funkcję dowódcy oddziału „Grochów” podczas walk na Mokotowie.

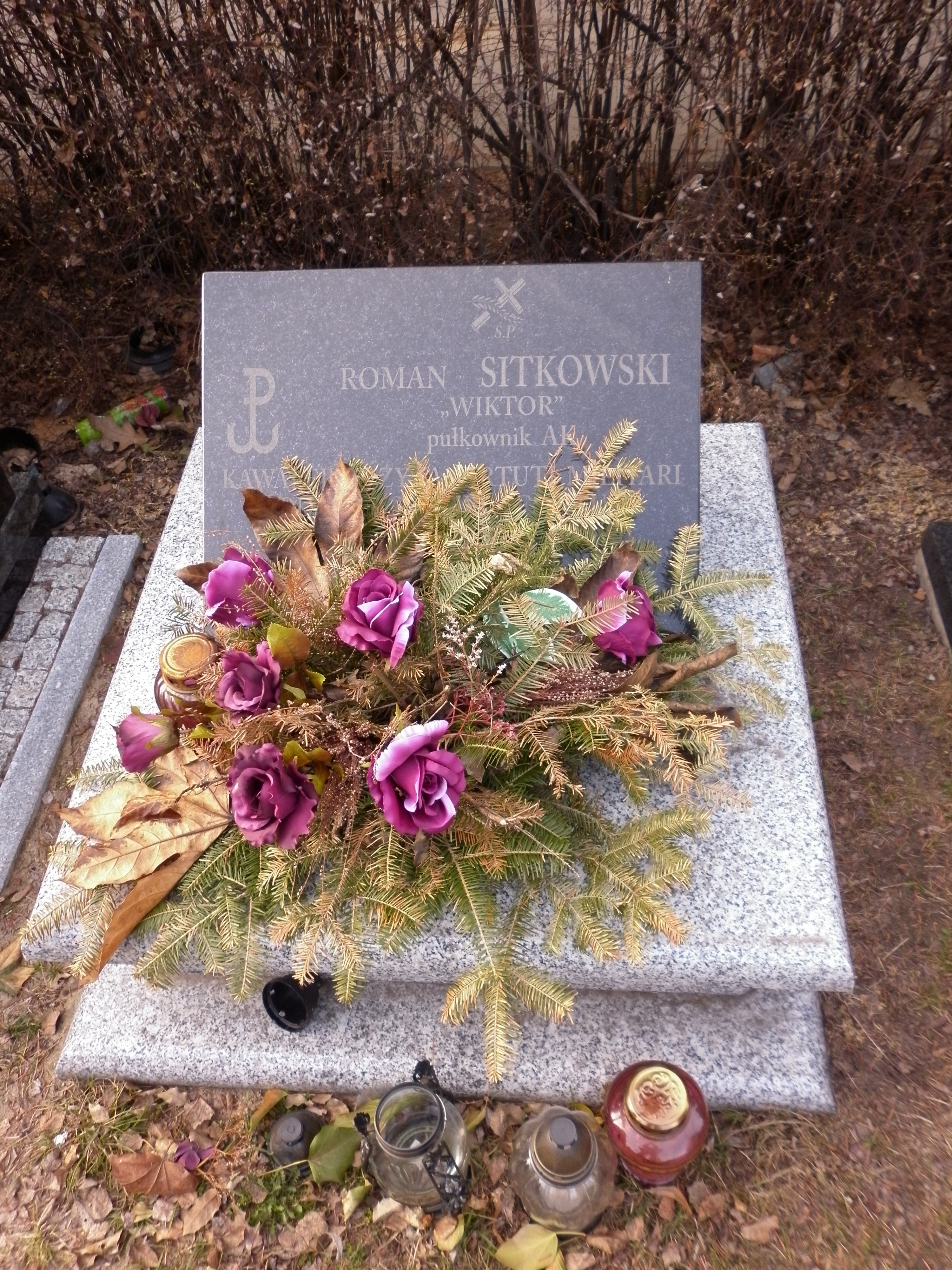
Nagrobek Romana Sitkowskiego

Po zakończeniu działań wojennych przebywał na emigracji w Londynie. Był członkiem Zarządu Głównego AK, współzałożycielem Fundacji Armii Krajowej oraz współzałożycielem i prezesem Towarzystwa Przyjaciół Polskiego Uniwersytetu na Obczyźnie. Płk Roman Sitkowski uczestniczył w organizacji sprowadzenia do Polski prochów dowódców AK.
Pochowany 22 lutego 2008 r., na Cmentarzu Wojskowym-Powązkowskim w Warszawie w kwaterze FII, rząd 13, grób 14.

## Odznaczenia
- Krzyż Virtuti Militari
- Krzyż Kawalerski Orderu Odrodzenia Polski (3 maja 1990)[4]
- Krzyż Walecznych
- Złoty Krzyż Zasługi